# Намазова, Адиля Аваз кызы
Адиля Аваз кызы Намазова (9 сентября 1926, с. Сеидли, Агдамский район, АзССР, СССР — 16 декабря 2020) — советский и азербайджанский педиатр, член-корреспондент АМН СССР (1971), академик АН АзССР (1983) и НАНА (2003), член-корреспондент РАМН (1992), член-корреспондент РАН (2014). Заслуженный деятель науки Азербайджанской ССР (1981).

## Биография
Родилась 9 сентября 1926 года в Агдамском районе Азербайджана.
В 1949 году — окончила Азербайджанский медицинский институт.
С 1949 по 1953 годы — заведующая детской консультацией Агдамского района.
В 1959 году защитила кандидатскую, а в 1965 году — докторскую диссертацию.
С 1966 по 2020 годы — заведующая кафедрой детских болезней Азербайджанского медицинского университета.
С 1971 по 1990 годы — председатель Учёного медицинского совета Министерства здравоохранения Азербайджанской ССР.
В 1971 году — избрана членом-корреспондентом АМН СССР.
В 1983 году — избрана академиком АН Азербайджанской ССР (с 2003 года — Национальной академии наук Азербайджана).
Весной 1989 года избран народным депутатом СССР   от женских советов, объединяемых Комитетом советских женщин, а затем членом Комитета Верховного Совета СССР по делам женщин, охраны семьи, материнства и детства.
В 1992 году — стала членом-корреспондентом РАМН.
В 2014 году — стала членом-корреспондентом РАН (в рамках присоединения РАМН и РАСХН к РАН).
Умерла 16 декабря 2020 года.

## Научная деятельность
Специалист в области детской кардиологии.
Определила функциональное состояние сердечно-сосудистой системы у детей в активной фазе ревматизма, изучала клинические особенности врожденных септальных дефектов у детей, внедрила в клиническую практику различные электрофизиологические методы исследования, изучила отдаленные результаты (от 1 года до 20 лет) операций на сердце.
Исследовала распространенность и особенности клинических проявлений гипертонической и гипотонической болезни у детей и подростков. Определены роль биогенных аминов, функции надпочечников, липидный обмен, калликреин-кининовая система. Установлено, что гипер- и гипотоническая болезни берут свое начало с детского возраста. Разработана классификация этих болезней.
Разработаны различные аспекты биомедицинской этики, составлена учебная программа преподавания медицинской этики в медицинских вузах и средних медицинских училищах.
Под её руководством подготовлены 42 кандидата и 3 доктора медицинских наук.
- «Хирургия перегородки сердца» (Москва, 1966; монография);
- «Детские болезни. Учебник» (Баку, 1972);
- «Дефекты межжелудочковой и межпредсердной перегородки сердца» (Баку, 1969; монография);
- «Гипотония у детей и подростков» (Баку, 1979);
- «Эндокринные заболевания у детей в Азербайджане» (Баку, 1979);
- «Рецептурный справочник педиатра» (Баку, 1985);
- «Критические состояния у детей и неотложная помощь» (Баку, 1999, 2001);
- «Этические принципы в медицине» (Баку, 2002; издана на азербайджанском, русском и английском языках);
- «Меры борьбы и питание детей при заболеваниях печени и желчных путей» (Баку, 1976);
- «Вскармливание детей до 1 года» (2000);
- «Современные взгляды на клинику и течение бронхитов и пневмонии у детей» (2003).

## Награды
- Юбилейная медаль «За доблестный труд. В ознаменование 100-летия со дня рождения Владимира Ильича Ленина» (1970)
- Заслуженный деятель науки Азербайджанской ССР (1981)
- Государственная премия СССР (1982)
- Орден «Слава» (1996)
- Орден «Честь» (6 сентября 2011) — за заслуги в развитии медицинской науки в Азербайджане[3]
- Почётный диплом Президента Азербайджанской Республики (7 сентября 2016) — за заслуги в развитии медицинской науки в Азербайджане и многолетнюю плодотворную деятельность в подготовке медицинских кадров[4]